# Amerikaanse bruine slang
De Amerikaanse bruine slang (Storeria dekayi) is een slang uit de familie toornslangachtigen (Colubridae) en de onderfamilie waterslangen (Natricinae).

## Naam en indeling
De wetenschappelijke naam van de soort werd voor het eerst voorgesteld door John Edwards Holbrook in 1842. Oorspronkelijk werd de wetenschappelijke naam Coluber Dekayi gebruikt. De slang werd eerder aan andere geslachten toegekend, zoals Tropidonatus en Ischnognathus. Deze soort wordt ook wel De Kays bruine slang genoemd, naar James Ellsworth De Kay (1792 - 1851), wiens naam in de wetenschappelijke soortaanduiding terugkomt.
In het verleden werden zeven ondersoorten erkend maar dit wordt beschouwd als verouderd.

## Uiterlijke kenmerken
De Amerikaanse bruine slang wordt met een maximale lengte van 50 centimeter niet erg groot, de meeste exemplaren zijn ongeveer 23 tot 33 cm lang. De slang heeft een massief, zijdelings afgeplat lichaam. De basiskleur is geelbruin of grijsbruin tot donkerbruin, met een brede lichtere band op de rug en aan weerszijden een rij donkere vlekjes die soms vergroeid zijn tot dunne strepen. Jongere dieren hebben een grijswitte band rond de nek. De onderzijde is geelbruin tot wit en heeft aan weerszijden vaak ook twee rijen donkere vlekjes. De kop is vrij klein, ovaal en spits, de ogen zijn erg groot en hebben een donkere oogomgeving. De schubben zijn sterk gekield, in tegenstelling tot enkele andere slangensoorten die op deze soort lijken.

## Levenswijze
Het voedsel bestaat uit kleinere prooien, met name (naakt)slakken worden gegeten, maar ook grotere insecten en wormen. Grotere exemplaren eten soms kikkers en vissen. Meestal jaagt de slang overdag vanwege de overwegend dagactieve levenswijze. Tijdens warme zomermaanden echter wordt de slang 's nachts actief en wordt overdag gerust, waarschijnlijk om de hitte te vermijden.
Zoals wel meer slangensoorten zoeken de dieren elkaar op vlak voor de winterslaap begint, en kunnen ze in grote groepen worden aangetroffen onder houtstapels of composthopen. Amerikaanse bruine slangen zijn levendbarend, en als de maximaal 30 juvenielen worden geboren zijn ze zo'n 11 centimeter lang. Deze slang bijt niet bij verstoring, als het dier wordt vastgepakt wordt een muskus-achtige geurstof uitgescheiden uit de cloaca die een belager meestal snel doet vluchten vanwege de stank.

## Verspreiding en habitat
De Amerikaanse bruine slang komt voor in delen van Noord- en Midden-Amerika en leeft in de landen Canada (in de provincies New Brunswick, Ontario, Quebec), in de Verenigde Staten (in de staten Minnesota, Iowa, Nebraska, Kansas, Oklahoma, Texas, Missouri, Arkansas, Louisiana, Wisconsin, Illinois, Michigan, Indiana, Ohio, Kentucky, Tennessee, Mississippi, Alabama, Georgia, Florida, South Carolina, North Carolina, Virginia, West Virginia, Pennsylvania, Delaware, Maryland, New Jersey, New York, Connecticut, Massachusetts, Vermont, New Hampshire en Maine), in Mexico (in de deelstaten Chiapas, Nuevo León, Tamaulipas, San Luis Potosí, Puebla en Hidalgo), en verder in de landen Guatemala, Honduras en mogelijk in Belize.
De habitat bestaat uit vochtige tropische en subtropische bossen, zowel in laaglanden als in bergstreken, tropische en subtropische droge bossen, gematigde bossen, draslanden, graslanden, scrublands en savannen. Ook in door de mens aangepaste streken zoals plantages, stedelijke gebieden en landelijke tuinen kan de slang worden aangetroffen.

## Beschermingsstatus
Door de internationale natuurbeschermingsorganisatie IUCN is de beschermingsstatus 'veilig' toegewezen (Least Concern of LC).